# محمود حسن (بازیکن فوتبال، زاده ۱۹۸۴)
محمود حسن (انگلیسی: Mahmoud Hassan؛ زادهٔ ۱ ژوئیهٔ ۱۹۸۴) بازیکن فوتبال اصالتا بلوچ اهل امارات متحده عربی است.